# ريكاردو نونيز
ريكاردو نونيز (18 يونيو 1986 بجوهانسبرغ في جنوب أفريقيا - ) هو لاعب كرة قدم جنوب أفريقي وبرتغالي في مركز الدفاع. شارك مع منتخب البرتغال تحت 17 سنة لكرة القدم ومنتخب جنوب أفريقيا لكرة القدم. أما مع النوادي، فقد لعب مع أريس ليماسول وأولمبياكوس نيقوسيا وبوغون شتشين وليفسكي صوفيا ونادي جيلينا ونادي لاميا وديسبورتيفو تروفينسي وAEP Paphos FC ‏ ونادي بورتيمونينسي وS.L. Benfica B ‏.

## وصلات خارجية
- ريكاردو نونيز على موقع قاعدة بيانات كرة القدم.إي يو (الإنجليزية)
- ريكاردو نونيز على موقع ناشيونال فوتبول تيمز (الإنجليزية)
- ريكاردو نونيز على موقع Soccerway.com (الإنجليزية)
- ريكاردو نونيز على موقع عالم كرة القدم.نت (الإنجليزية)